# حوت كوفييه ذو المنقار
حوت كوفييه ذو المنقار أو حوت كوفير (بالإنجليزية: Cuvier's beaked whale)‏، هو نوع من الحيتان المسننة وهو العضو الوحيد في فصيلة حيتان سيفي المنقار المجوف (Ziphius). على الرغم من أن هذا الحيوان الثديي يصعد إلى السطح لتنفس الهواء، إلا انه يفضل الأعماق (أكثر من 1،000 متر) وقد رصد في عمق (2992 متر) مما يجعله أقصى عمق معروف قد يصل إليه حيوان ثديي. ويعتبر الأكثر توزيعاً من بين جميع الحيتان ذوات المنقار، حيث يتوزع هذا النوع من الحيتان في المياه العميقة من المناطق المدارية حتى المياه الباردة لكن ليس في الأصقاع القطبية. يصل طول حوت كوفييه ذي المنقار إلى سبعة أمتار ويتميز بجسمه البدين الشبيه بالطوربيد إلى حد ما وتستدق مقدمة الحوت لتشبه المنقار القصير.
ترجع تسمية هذا الحوت إلى عالم التشريح الفرنسي الشهير جورج كوفييه الذي وصفه في أطروحته عام 1823 بناء على جمجمة غير كاملة وجدت على الساحل الفرنسي من البحر الأبيض المتوسط.